# Facultad de Letras y Ciencias Humanas (Universidad Nacional Mayor de San Marcos)
La Facultad de Letras y Ciencias Humanas de la Universidad Nacional Mayor de San Marcos (siglas: FLCH-UNMSM) es una de las veinte facultades que conforman dicha universidad y la primera en crearse en el continente americano. La facultad en la actualidad forma parte del área de Humanidades y Ciencias Jurídicas y Sociales, y cuenta con las escuelas profesionales de Filosofía, Literatura, Lingüística, Comunicación Social, Conservación y Restauración, Arte, y Danza y Bibliotecología y Ciencias de la Información que brindan tanto estudios de pregrado como de posgrado. El pabellón principal de la facultad se ubica, desde 1962, dentro de la Ciudad Universitaria de la Universidad Nacional Mayor de San Marcos, en Lima, Perú. 
Las primeras cátedras de estudios de letras y ciencias humanas en la Universidad de San Marcos, acontecidas a mediados del siglo XVI, son el origen directo de los estudios universitarios de estas áreas en el Perú y Sudamérica. Inaugurada el 2 de enero de 1553, dos años después de la inauguración de la universidad de San Marcos, los antecedentes de la facultad se remontan a la creación de la Facultad de Artes, donde se impartieron las cátedras de súmulas, lógica, filosofía, filología latina y quechua o «Lengua índica». En lo posterior, varió tanto su denominación como las cátedras impartidas. Así, por ejemplo, se incluyeron las cátedras de matemáticas en 1771 y psicología y prima de retórica en 1850. Hacia 1866 se designa a su primer rector: Juan Gualberto Valdivia, a la vez que se establece un primer antecedente para la denominación de Facultad de Letras, la cual es oficializada en 1876 a través del Reglamento General de Instrucción Pública. Un cambio fundamental fue la introducción del régimen de co-facultad en 1941 a través de la denominación de Facultad de Letras y Pedagogía; sistema que fue eliminado en 1946 con la separación de dichas facultades. Luego de haber ocupado el local de la ahora Casona de San Marcos, la Facultad de Letras se trasladó a la Ciudad Universitaria de la Universidad Nacional Mayor de San Marcos en el año de 1962. En 1965 cambió su denominación por la de Facultad de Letras y Ciencias Humanas, impartiendo la enseñanza en diez departamentos, los cuales se redujeron a las actuales siete escuelas profesionales.
La Facultad de Letras y Ciencias Humanas ha albergado a destacados alumnos y catedráticos, tales como: Ella Dunbar Temple, doctorada en historia y literatura, y primera mujer en ejercer una cátedra universitaria; Esther Festini, educadora, primera universitaria peruana y primera mujer doctorada en Letras; Alfredo Bryce Echenique, escritor peruano; Blanca Varela, poeta; Augusto Salazar Bondy, filósofo, periodista y educador; José María Arguedas, escritor y antropólogo; César Vallejo, poeta; Mario Vargas Llosa, novelista ganador del Premio Nobel de Literatura; entre muchos otros.

## Historia

### Facultad de Artes

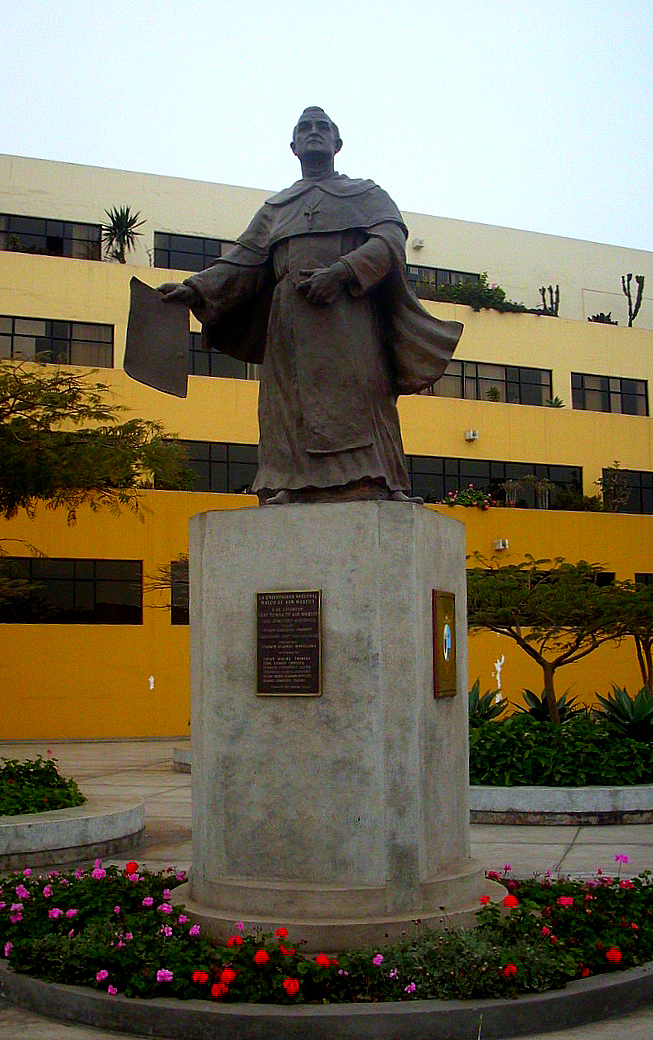
Monumento de fray Tomás de San Martín, gestor de la fundación de la Universidad Nacional Mayor de San Marcos y docente en la Facultad de Artes, en la plaza principal de la universidad.

Los orígenes de la actual Facultad de Letras y Ciencias Humanas se remontan a la fundación de la Universidad Nacional Mayor de San Marcos. A pesar de que los Dominicos —tanto en Cusco como en Lima— impartían estudios de artes y teología a sus miembros incluso antes de la inauguración de la universidad de San Marcos, no fue sino con la creación de la Facultad de Artes y la Facultad de Teología en 1553 que su enseñanza se institucionalizó. El periodo de enseñanza colonial en la Facultad de Artes se caracterizó por la predominancia de los cursos de filosofía tomista dictados por docentes pertenecientes a diferentes órdenes religiosas —quienes, al igual que los estudiantes, eran llamados artistas—. Precisamente, uno de los maestros —quienes ostentaban el mismo rango que los doctores— que impartía lecciones en la Facultad de Artes fue fray Tomás de San Martín. Cabe resaltar que de acuerdo a la constitución número sesenta y tres de la universidad de San Marcos, los estudiantes estaban obligados a representar dos veces al año una comedia o coloquio ya sea en latín o castellano. Hacia 1581, la Constitución bajo la que se regía la universidad refería la existencia de tres cátedras específicas: súmulas, lógica y filosofía; tres de filología latina de acuerdo a los grados mínimos, medianos y mayores; y una de quechua, denominada también lengua índica o lengua de la tierra. Esta última estuvo destinada a aquellos estudiantes que quisieran seguir una carrera religiosa, con el objetivo de facilitar la labor de evangelización. Así, en 1577 se nombró al primer catedrático responsable de impartir la enseñanza de la lengua quechua: Juan de Balboa, quien fue además, el primer criollo graduado de la universidad de San Marcos. Cabe resaltar que de acuerdo a la constitución número sesenta y tres de la universidad de San Marcos, los estudiantes estaban obligados a representar dos veces al año una comedia o coloquio ya sea en latín o castellano.
Las modificaciones implementadas por el virrey Manuel de Amat y Junyent en 1771 dispusieron, entre otras medidas, la denominación de Facultad de Filosofía y la creación de la cátedra de Matemáticas; paralelamente, los estudios en dicha facultad se vieron facilitados por la creación de la biblioteca con base en los libros decomisados tras la expulsión de los jesuitas. En suma, las cátedras se fueron ampliando con el paso del tiempo, de manera que durante la rectoría de Toribio Rodríguez de Mendoza (1824-1825), la facultad albergaba los siguientes cursos: filosofía, psicología, prima de retórica y prima y vísperas de matemáticas.
Tras la publicación del Reglamento de Instrucción (1850) durante el gobierno de Ramón Castilla, la facultad pasó a denominarse Facultad de Filosofía y Humanidades. Además, sus cátedras fueron ampliadas mediante la inclusión de las asignaturas de Historia, Economía Política, Literatura, y la posterior enseñanza de un primigenio curso de pedagogía. Así, el entonces rector José Dávila Condemarín (1854-1857) daba cuenta de las cátedras impartidas en los siguientes términos:

«Psicología, regentada por José Dámaso Herrera; Artes, Manuel Irigoyen; Filosofía Moral, Melchor T. García; Prima de Matemáticas, Gral. Eduardo Carrasco; Vísperas de Matemáticas, Manuel Antonio Barinaga, regente; Prima de Retórica, José Francisco Navarrete».
Carlos Daniel Valcárcel

Debido a que el sistema de educación media y superior no estaba regularizado, tanto los colegios como la universidad compartieron cátedras. Creado en 1769, el Colegio de San Carlos (Real Convictorio de San Carlos) unió los colegios de San Martín y San Felipe, y al igual que el Seminario de Santo Toribio, ofrecían cursos de Filosofía para luego obtener los títulos profesionales en San Marcos. El reglamento publicado en 1861 intentó solucionar esta división al confirmar —como había sido publicado en 1855— la existencia de cinco facultades: Teología, Medicina, Jurisprudencia, Filosofía y Literatura, Matemáticas y Ciencias Naturales. Sin embargo, se resolvió que tanto las facultades de Jurisprudencia, Matemáticas, Filosofía y Literatura y Ciencias Naturales debían funcionar en el Colegio de San Carlos. En el caso de la enseñanza de las letras, estuvo conformada por los cursos de Psicología y Lógica, Historia Universal, Filosofía Moral y Metafísica y Literatura y Gramática General.

### Facultad de Letras

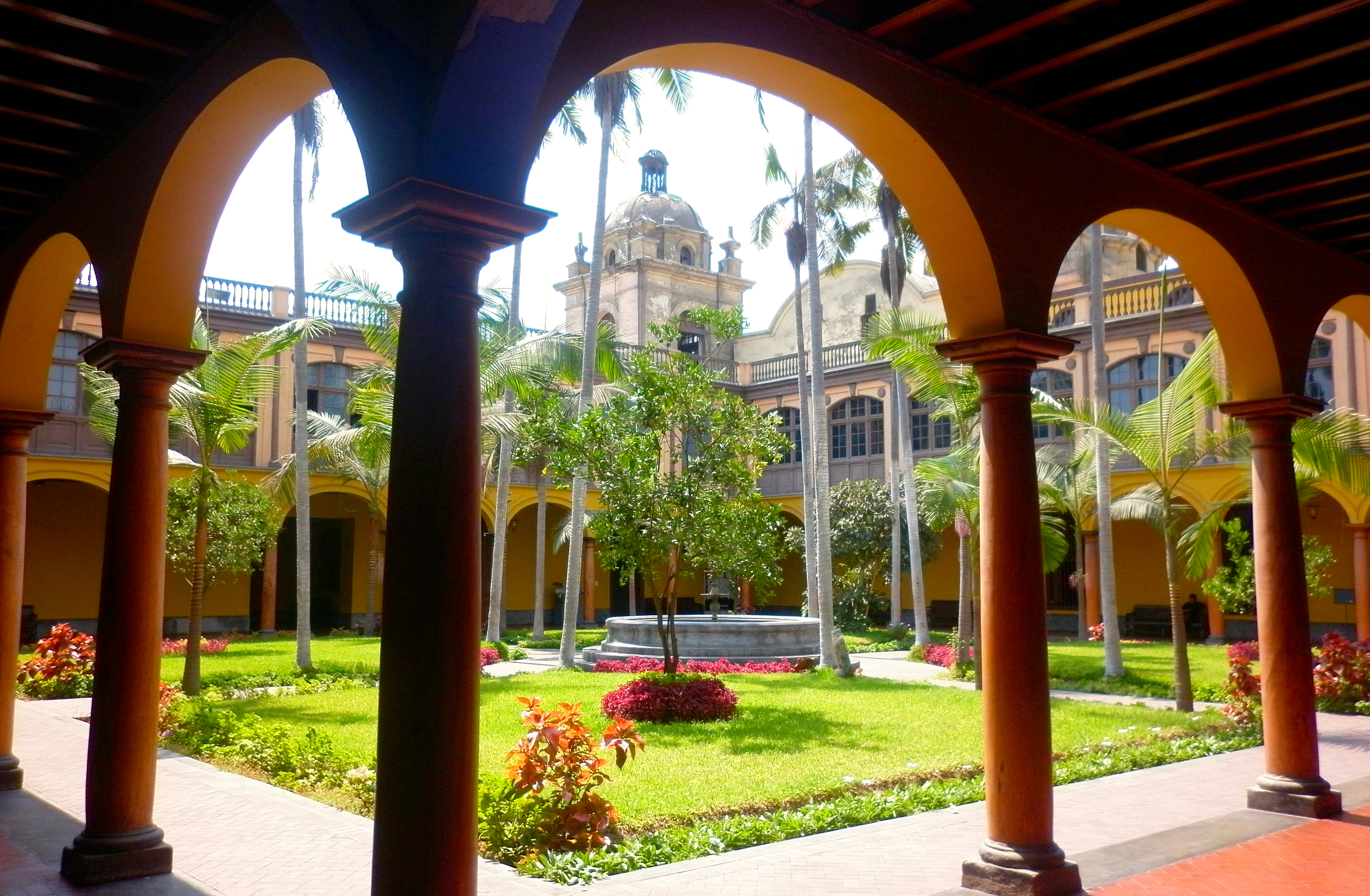
Patio de Letras de la antigua Casona de la Universidad de San Marcos. Entre los años 1875 a 1966, funcionó aquí la Facultad de Letras.

La Facultad de Letras como tal tuvo un primer antecedente en el año de 1866 con motivo de las gestiones de José Simeón Tejeda —quien ocupó el puesto de Secretario de Estado en el despacho de Instrucción durante el gobierno de Mariano Ignacio Prado—. En marzo del mismo año se dispuso que el Convictorio de San Carlos albergara a las facultades de Derecho, Ciencias y Letras. Los cursos impartidos en la facultad de Letras fueron: filosofía, literatura, Historia, Geografía histórica y Antigüedades. Fue entonces que se nombró al primer decano que tuvo la facultad: Juan Gualberto Valdivia. Sin embargo, hacia 1968 se reformó nuevamente la universidad, declarándose la vigencia del reglamento universitario de 1861, por el que se restableció la denominación de Facultad de Filosofía y Letras. Posteriormente, en 1876, el Reglamento General de Instrucción Pública publicado por el entonces presidente Manuel Pardo y Lavalle otorgó a la facultad la denominación de Facultad de Letras.
Luego de que el antiguo local de la universidad haya sido ocupado definitivamente por el Congreso de la República del Perú en 1867 y tras el uso militar de las instalaciones del convictorio por el contexto de la Guerra del Pacífico, la Universidad de San Marcos pudo finalmente concretar su instalación y retomar las clases al interior de la entonces conocida Casona de San Marcos:

«Acabada la guerra, la Universidad reinició la recuperación de su antiguo edificio. Se repararon los daños y se hicieron mejoras en todo el conjunto. El Patio Principal o de Maestros fue asignado a la Facultad de Ciencias Políticas y Administrativas, en el Patio de los Naranjos se instaló la Facultad de Letras, y en el patio de los Jazmines se acondicionaron aulas y servicios generales. Además, se reconstruyó el Salón General y se reparó la antigua Capilla interior. En el Patio de los Machos y en el sector central de la Casona se instalaron las Facultades de Matemáticas y Ciencias Naturales, el Patio de Chicos o de Júniores Seminaristas siguió siendo ocupado por la Escuela de Ingenieros [...]»
Reinhard Augustin Burneo

En 1902, los estudios en la Facultad de Letras cobraron un carácter preparatorio al pedirse como requisito a los aspirantes de la Facultad de Jurisprudencia y Ciencias Políticas el haber cursado dos años en dicha facultad. Así, la Ley Orgánica de Instrucción listaba las cátedras con las que contaba:

«Filosofía —primer y segundo curso—; Historia de la Filosofía Antigua; Historia de la Filosofía Moderna; Estética e Historia del Arte; Literatura Castellana; Literatura Antigua; Literatura Moderna; Sociología; Historia de la Civilización; Historia de la Civilización Peruana; Pedagogía».
Carlos Daniel Valcárcel

Si bien es cierto, el nombre con el que fue designada cambió en varias oportunidades, tanto en los años de 1928 como 1946 se conservó el nombre de Facultad de Letras. Hacia 1902, el nombre de la facultad es cambiado por el de Facultad de Filosofía y Letras, según era señalado en la Ley Orgánica de Instrucción. Posteriormente, y como consecuencia de la Reforma de Córdoba, las modificaciones impuestas en 1920 por la Nueva ley Orgánica de Enseñanza cambiaron su nombre por el de Facultad de Filosofía, Historia y Letras y dividieron los estudios de doctorado en las especialidades de Literatura, Filosofía e Historia. Cabe resaltar que fue durante los primeros años de la década de 1920 que se gestionó la organización y modernización de la Biblioteca de la Universidad Nacional Mayor de San Marcos gracias a la labor del filósofo sanmarquino Pedro Zulen. Luego de ejercer como auxiliar, ocupó el cargo de director de la biblioteca entre los años de 1923 y 1925. Uno de sus principales aportes fue el inicio de la catalogación moderna de su colección —hito en la labor bibliotecológica— y la publicación del Boletín Bibliográfico —labor continuada por su sucesor en el cargo, Jorge Basadre—.

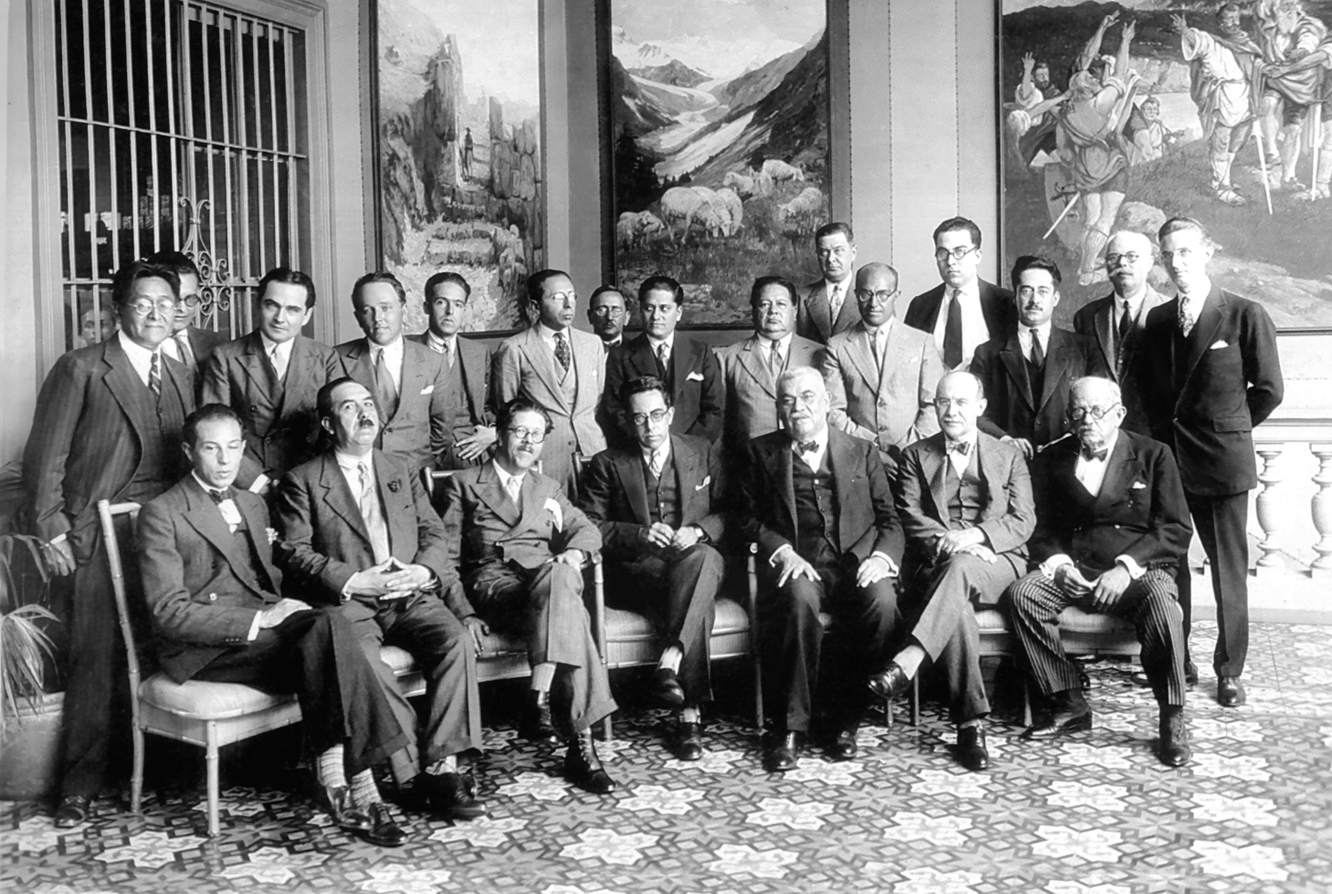
Sanmarquinos ilustres de áreas de humanidades y ciencias sociales a inicios del siglo. Entre ellos, José Gálvez, Carlos Wiesse Portocarrero, Julio C. Tello, Jorge Basadre, Raúl Porras Barrenechea, Luis Alberto Sánchez, Francisco García Calderón y Alejandro Deustua.

Luego de que en 1928, el estatuto universitario haya retomado el nombre de Facultad de Letras, este es reemplazado —nuevamente— por el de Facultad de Filosofía, Historia y Letras. Sin embargo, fue la Ley Orgánica de Educación Pública (1941) la encargada de introducir una de las más significativas modificaciones: la sección de pedagogía fue elevada al grado de cofacultad mediante la denominación de Facultad de Letras y Pedagogía. Así, se incluyó a la pedagogía como una las especialidades en las que se otorgaba el grado de doctor, se aprobó la enseñanza tanto del latín como del quechua y se incorporó a la universidad el Instituto de Idiomas —dirigido por Fernando Tola Mendoza—. El sistema de cofacultad, sin embargo, fue eliminado en abril de 1946 tras la promulgación de la Ley 10555 (Estatuto universitario), la misma que establecía la creación de la Facultad de Letras y la Facultad de Educación. Adicionalmente, en el mismo año se decretó la creación de siete institutos al interior de la Facultad de Letras: el instituto de Antropología, a cargo de Julio C. Tello; etnología, dirigido por Luis E. Valcárcel; Historia, dirigido por Raúl Porras Barrenechea; Filosofía, a cargo de J.C. Chiriboga; filología, dirigido por Fernando Tola Mendoza; literatura bajo la dirección de J. Jiménez Borja y literatura peruana y folklore a cargo de José Gálvez. Precisamente, el Instituto de Filosofía tuvo una gran influencia en la enseñanza de la psicología en el Perú. Así, en 1945 se dictó el curso de Psicología General al interior de la Facultad de Letras con una clara impronta fenomenológica teorizada en un inicio por docentes de filosofía. En años posteriores, dicho instituto pasaría a denominarse Instituto  de  Filosofía y Psicología. Por otro lado, sobre la labor de enseñanza del historiador Raúl Porras Barrenechea al interior de la Facultad de Letras durante la década de 1950, el escritor Mario Vargas Llosa evoca lo siguiente:

«De esa famosa generación había todavía, allí, dos historiadores —Jorge Basadre y Raúl Porras Barrenechea— y algunas figuras ilustres de una generación anterior, como Mariano Iberico en filosofía, o Luis Valcárcel en etnología. Y la Facultad de Medicina, en la que enseñaba Honorio Delgado, tenía a los mejores médicos de Lima [...] Pero entre ellos recuerdo uno que fue la mejor experiencia intelectual de mi adolescencia: el [curso] de Fuentes Históricas Peruanas, de Raúl Porras Barrenechea [...] cada conferencia era un formidable despliegue de conocimientos sobre el pasado del Perú y las versiones y lecturas contradictorias que de él habían hecho los cronistas, los viajeros, los exploradores, los literatos, las correspondencias y documentos más diversos [...] Sus espléndidas exposiciones estaban siempre acotadas con la lectura de unas fichas, escritas en letra diminuta, que se llevaba muy cerca de los ojos para deletrear [...] Al año siguiente, cuando empecé a trabajar con él, comprobé que, en efecto, Porras Barrenechea preparaba ese curso que dictaba ya tantos años, con el rigor de quien va a enfrentarse a un auditorio por primera vez».
Mario Vargas Llosa

### Facultad de Letras y Ciencias Humanas

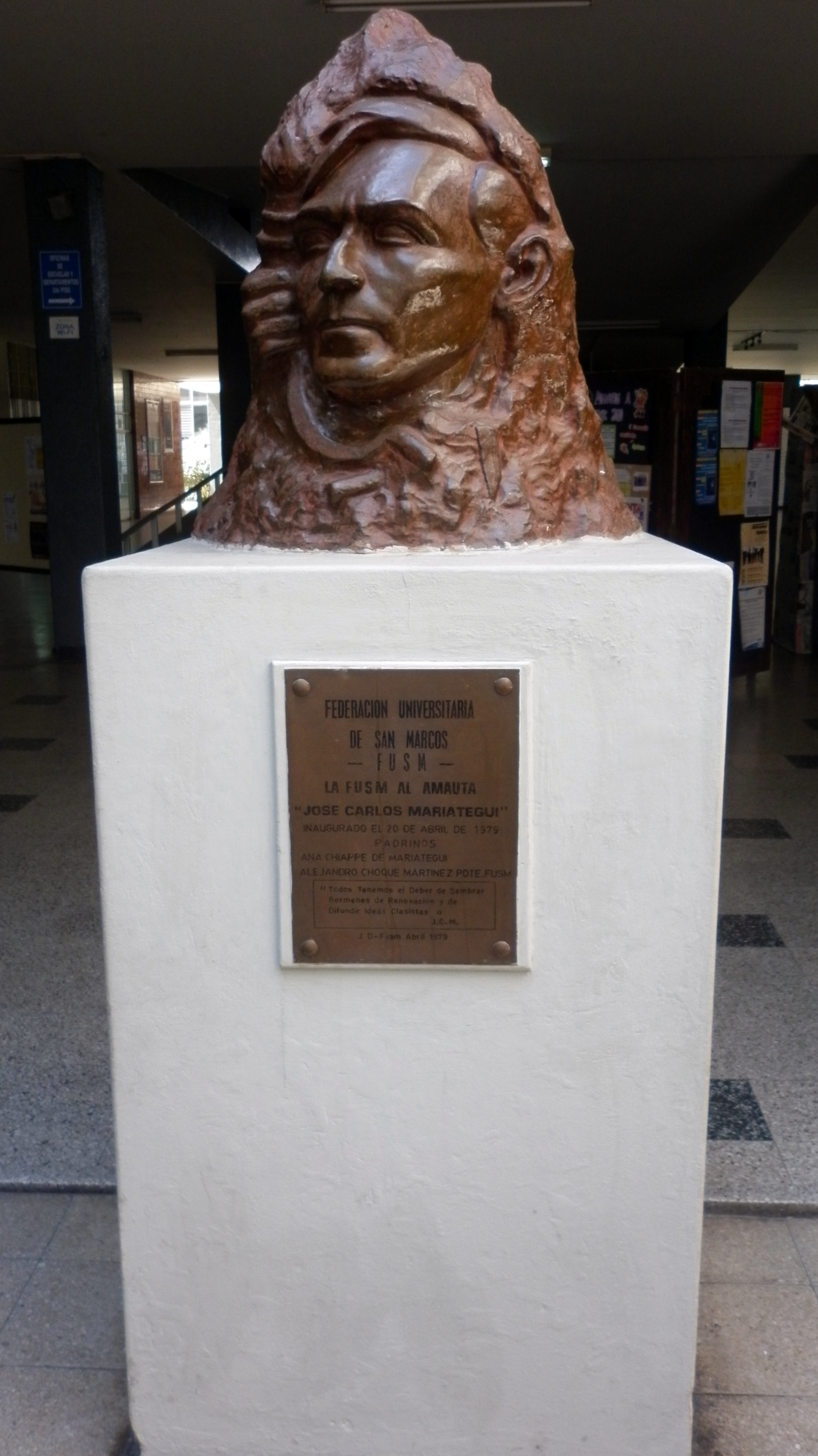
Monumento de José Carlos Mariategui al interior de la Facultad de Letras y Ciencias Humanas de la Universidad Nacional Mayor de San Marcos.

Tras su inauguración en mayo de 1951 y oficializado como Estadio de San Marcos en septiembre del mismo año, las celebraciones llevadas a cabo por dicha entrega fueron secundadas por la colocación de las primeras piedras tanto del monumento de fray Tomás de San Martín como de las facultades de letras y ciencias; así se iniciaba la construcción de la ciudad universitaria. De manera posterior a la instalación de la facultad de letras en la ciudad universitaria en 1962 —tras dejar su antiguo local en la ahora Casona de San Marcos—, en el año 1964 se crearon el Instituto de Investigaciones Psicológicas, el de Investigaciones Sociológicas, Lingüísticas y finalmente, el de Estudios Literarios. 
En 1965 se cambió su denominación por la de Facultad de Letras y Ciencias Humanas, vigente al día de hoy. En dicho año se registró el funcionamiento de diez departamentos en su interior: Historia, Filosofía, Literatura, Filología y Lingüística, Periodismo, Psicología, Antropología, Arte, Sociología y Geografía. Tras la inauguración de la Facultad de Ciencias Sociales en 1984; la creación, en 1988, de la Facultad de Psicología; la transferencia en 1980 de la Escuela Nacional de Bibliotecarios a la Universidad de San Marcos; el traslado de la escuela de Geografía a la Facultad de Geología, Minas, Metalurgia, Mecánica de Fluidos en 1984; y la implementación de la escuela profesional de danza en 2010, las carreras profesionales albergadas en la Facultad de Letras se redujeron a las vigentes al día de hoy: Filosofía, Bibliotecología y Ciencias de la Información, Comunicación Social, Arte, Lingüística, Danza, Conservación y Restauración y Literatura.

## Organización

### Gobierno
| Decano                       | Período   |
| ---------------------------- | --------- |
| Augusto Tamayo Vargas        | 1964-1965 |
| José Jiménez Borja           | 1965      |
| Augusto Tamayo Vargas        | 1965-1967 |
| Alberto Escobar              | 1967-1969 |
| Washington Delgado Tresierra | 1985-1987 |
| Víctor Amorós Terán          | 1987-1988 |
| Julio César Krüger Castro    | 1988-1991 |
| Tomás Escajadillo            | 1991-1993 |
| Gilberto Bustamante          | 1994-2000 |
| Marcos Martos Carrera        | 2000      |
| Raymundo Prado Redondez      | 2000-2001 |
| Julio César Krüger Castro    | 2001      |

En la actualidad, la Facultad de Letras y Ciencias Humanas está organizada en las siguientes instancias:
- Decanato: Según los estatutos de la Universidad Nacional Mayor de San Marcos, la máxima autoridad dentro de la facultad es el Decano. Este tiene como función principal: «La dirección de esta, dentro de las políticas universitarias que determinen los órganos superiores». Por obligación, el Decano debe ser un catedrático que tenga la categoría de titular; la duración del cargo es de tres años y está permitida la reelección para un segundo periodo no consecutivo. El actual decano de la Facultad de Letras y Ciencias Humanas es Gonzalo Espino Relucé.[24][25]

- Consejo de Facultad: Según los estatutos de la universidad, le corresponderá definir las políticas de desarrollo académico e institucional de acuerdo a los lineamientos y estrategias emanados de la Asamblea Universitaria y el Consejo Universitario. Lo conforma el Decano, que lo preside, además de los Directores de Escuela, profesores titulares y miembros del tercio estudiantil.[26]

- Dirección Académica: Según los estatutos universitarios, está encargada de brindar asistencia y apoyo académico a la facultad. También se encarga de coordinar y dirigir todas las actividades de comunicación e información del Decanato y el Consejo de Facultad hacia la comunidad de la Universidad Nacional Mayor de San Marcos.[26]

- Direcciones de Escuelas: De acuerdo al artículo veinticinco del estatuto universitario,[26] las Escuelas Profesionales (siglas: EP) son las unidades de la facultad encargadas de la formación de los estudiantes que cursan las carreras de pregrado. Tienen entre sus funciones principales elaborar, coordinar y ejecutar los currículos (plan) de estudios. El actual Director de la EP de Arte es Martín Fabbri García;[27][28] la directora de la EP de Bibliotecología y Ciencias de la Información es Elizabeth Huisa Veria;[29] la directora de la EP de Conservación y Restauración es Mónica Solórzano;[30] la directora de la EP de Comunicación Social es María Jacqueline Oyarce Cruz;[31] el director de la EP de Filosofía es Rubén Quiroz Ávila;[32] la directora de la EP de Literatura es Yolanda Westphalen;[33] la directora de la EP de Lingüística es Luisa Portilla Durand;[34] el director de la EP de Danza es Martín Fabbri García.[35]

- Dirección Administrativa: Desarrolla acciones coordinadas que conducen a la optimización de los procesos académico-administrativos de la facultad, con el objetivo de mejorar la calidad de servicios. Administra los recursos económicos y realiza las acciones necesarias para la adquisición de bienes y servicios. La actual directora administrativa es Alicia Pacheco Morales.[36]

### Estudios académico-profesionales

#### Pregrado
A nivel de estudios de pregrado, la facultad cuenta con las siguientes ocho escuelas profesionales:

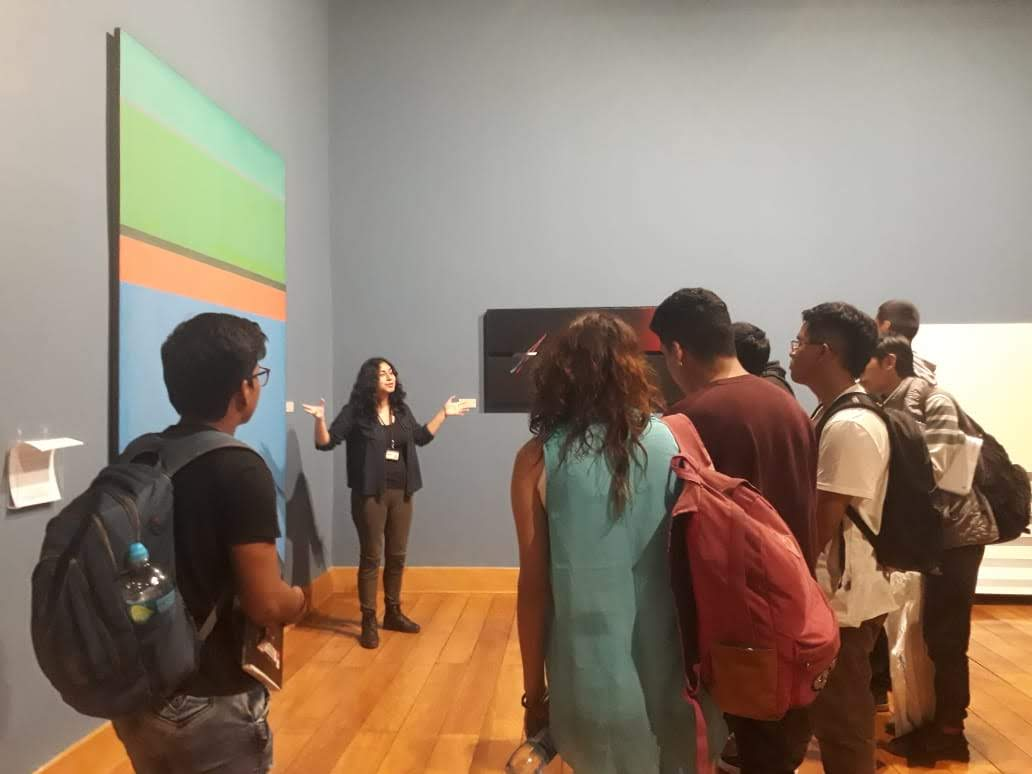
Estudiante sanmarquina de la Escuela Académica de Arte realizando una mediación en el Museo de Arte de San Marcos, en el 2019.

- Escuela Profesional de Arte: El plan de estudios dura cinco años, divididos en cuatro ciclos de estudios básicos (Escuela de Estudios Generales) y seis ciclos de especialidad (Escuela Profesional de Arte).[37] Concluidos satisfactoriamente los cinco años de estudio y tras haber obtenido una nota aprobatoria en la presentación de un trabajo de investigación, se obtiene el grado de bachiller en arte. El título profesional es equivalente al de licenciado en arte, se puede obtener bajo las siguientes modalidades: sustentación de tesis, aprobación de un trabajo de suficiencia profesional u otra modalidad dispuesta por la Facultad.[38]
- Escuela Profesional de Bibliotecología y Ciencias de la Información: Los cinco años de estudios se dividen en cuatro ciclos de estudios básicos y seis ciclos de especialidad.[39] Concluidos satisfactoriamente los estudios de pregrado, se obtiene el grado de bachiller en Bibliotecología y Ciencias de la Información, ello tras haber obtenido una nota aprobatoria en la presentación de un trabajo de investigación. El título profesional (equivalente al de licenciatura en Bibliotecología y Ciencias de la Información) se puede obtener tras la sustentación de tesis, la aprobación de un trabajo de suficiencia profesional u otra modalidad dispuesta por la Facultad.[38] En 2020, el Sistema Nacional de Evaluación, Acreditación y Certificación de la Calidad Educativa (SINEACE) concedió la acreditación de la EP de Bibliotecología y Ciencias de la información por un periodo de dos años.[40]
- Escuela Profesional de Comunicación Social: Los cinco años de estudios se dividen en un año de conocimientos básicos (Escuela de Estudios Generales), dos años de nociones sobre comunicación y dos años de especialización en Periodismo; Comunicación Organizacional o Producción Audiovisual.[41] Concluidos satisfactoriamente los estudios de pregrado, se obtiene el grado de bachiller en Comunicación Social, ello tras haber obtenido una nota aprobatoria en la presentación de un trabajo de investigación. El título profesional equivalente al de licenciatura en Comunicación Social se puede obtener tras la sustentación de tesis, la aprobación de un trabajo de suficiencia profesional u otra modalidad dispuesta por la Facultad.[38]
- Escuela Profesional de Conservación y Restauración: Los estudios de pregrado se dividen en cuatro ciclos (dos años) de estudios generales y seis ciclos (tres años) de especialidad.[42] Concluidos satisfactoriamente y tras haber obtenido una nota aprobatoria en la presentación de un trabajo de investigación, se obtiene el grado de bachiller en Conservación y Restauración. Se puede optar por el título profesional de licenciado en Conservación y Restauración luego de la sustentación de tesis, la aprobación de un trabajo de suficiencia profesional u otra modalidad dispuesta por la Facultad.[38]
- Escuela Profesional de Danza: la edad mínima para la admisión de estudiantes es de dieciocho años, mientras que la máxima es de veinte (rango no aplicable para aquellos que ejerzan la danza y deseen incorporarse para lograr una acreditación); además, los postulantes deben tomar una prueba de técnicas de ballet y danza contemporánea, al igual que un examen médico.[43] Concluidos los cinco años de estudios —dos años de estudios generales y tres de especialidad—,[44] y tras haber obtenido una nota aprobatoria en la presentación de un trabajo de investigación, se obtiene el grado de bachiller en Danza. El título profesional se obtiene luego de haber sustentado una tesis, haber aprobado un trabajo de suficiencia profesional u proceder según otra modalidad dispuesta por la Facultad.[38]
- Escuela Profesional de Filosofía: El plan de estudios dura cinco años, divididos en cuatro ciclos de estudios básicos (Escuela de Estudios Generales) y seis ciclos de especialidad (Escuela Profesional de Filosofía).[45] Concluidos satisfactoriamente los cinco años de estudio y tras haber obtenido una nota aprobatoria en la presentación de un trabajo de investigación, se obtiene el grado de bachiller en Filosofía. El título profesional (equivalente al de licenciatura en Filosofía) se puede obtener bajo las siguientes modalidades: la sustentación de tesis, la aprobación de un trabajo de suficiencia profesional u otra modalidad dispuesta por la Facultad.[38]
- Escuela Profesional de Literatura: consta de cinco años de estudios,[46] una vez concluidos satisfactoriamente y tras haber obtenido una nota aprobatoria en la presentación de un trabajo de investigación, se obtiene el grado de bachiller en Literatura. El título profesional de licenciado en literatura se puede obtener siguiendo una de estas modalidades: la sustentación de tesis, la aprobación de un trabajo de suficiencia profesional u otra modalidad dispuesta por la Facultad.[38]
- Escuela Profesional de Lingüística: El plan de estudios dura cinco años, divididos en cuatro ciclos de estudios básicos (Escuela de Estudios Generales) y seis ciclos de especialidad (Escuela Profesional de Lingüística).[47] Concluidos satisfactoriamente los cinco años de estudio y tras haber obtenido una nota aprobatoria en la presentación de un trabajo de investigación, se obtiene el grado de bachiller en lingüística. El título profesional equivale al de licenciado en lingüística y se puede obtener tras la sustentación de tesis, la aprobación de un trabajo de suficiencia profesional u otra modalidad dispuesta por la Facultad.[38]

#### Posgrado
La facultad ofrece diversos programas de posgrado con una orientación multidisciplinaria. El programa de maestría es de dos años, incluye cursos, seminarios, tutorías, un examen de calificación, una tesis y un examen de grado. La Facultad de Letras y Ciencias Humanas cuenta con diez programas de maestrías: 
- Maestría en Arte Peruano y Latinoamericano con mención en Historia del Arte
- Maestría en Bibliotecología e Información
- Maestría en Comunicaciones
- Maestría en Educación Intercultural Bilingüe
- Maestría en Escritura Creativa
- Maestría en Filosofía con mención en Epistemología
- Maestría en Filosofía con mención en Historia de la Filosofía
- Maestría en Lengua y Literatura
- Maestría en Lingüística y Literatura con mención en Literatura Peruana y Latinoamericana.

También destaca el programa de doctorado con una duración de tres años, los cuales incluyen seminarios, tutorías, un examen de calificación, una tesis y un examen de grado. Ofrece Doctorados en: 
- Doctorado en Filosofía
- Doctorado en Historia del Arte
- Doctorado en Lingüística
- Doctorado en Literatura Peruana y Latinoamericana

Además de los programas anteriores, también se brindan estudios de especializaciones y diplomados.

## Infraestructura y servicios
En la actualidad, la Facultad de Letras y Ciencias Humanas posee un edificio dentro de la Ciudad Universitaria de la UNMSM, ubicada en el Cercado de Lima.

### Biblioteca

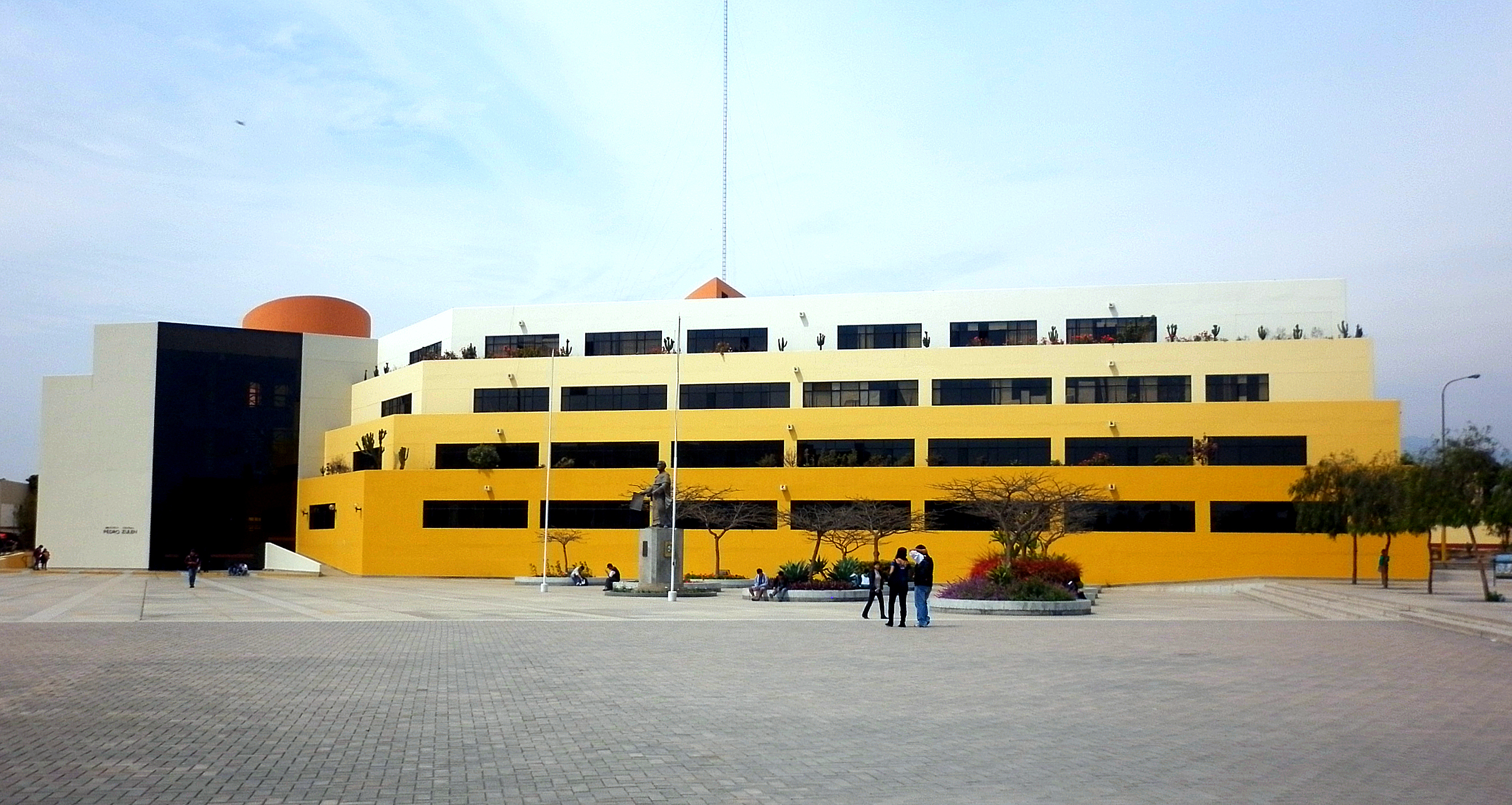
Biblioteca Central «Pedro Zulen», ubicada al interior de la Ciudad Universitaria de la Universidad Nacional Mayor de San Marcos.

La biblioteca de la Facultad de Letras y Ciencias Humanas tiene su origen más remoto en la Biblioteca de la Facultad de Artes (una de las tres facultades con las que San Marcos inició sus actividades en 1533). Dicha biblioteca fue creada en el local de la Casona de San Marcos el año 1933, en el marco del seminario de la facultad de letras —contó con un promedio de 3000 volúmenes antes pertenecientes a la Compañía de Jesús—. Desde el traslado de su sede a la ciudad universitaria en 1962, está ubicada en el primer piso de la Facultad de Letras y se encuentra interconectada a través del Sistema de Bibliotecas (siglas: SISBIB) con la Biblioteca Central Pedro Zulen de la Universidad de San Marcos. La jefa de la Unidad de Biblioteca, Hemeroteca y Centro de Documentación de dicha facultad es Carmen Patricia Tesén Romero. Su fondo documental consta de recursos impresos tales como libros y folletos, material antiguo (hasta el año de 1920), publicaciones periódicas, tesis y material almacenado en casetes y discos compactos. Ofrece los siguientes servicios para estudiantes de pre y posgrado, docentes y público externo:
- Espacios de lectura y préstamo de libros
- Préstamo de libros a domicilio
- Hemeroteca
- Acceso a computadoras con servicio a internet

Adicionalmente, desde el año 2019 la Unidad de Biblioteca ha llevado a cabo el evento denominado Semana de la Biblioteca. La primera edición fue titulada Cultura Informativa y Entornos digitales, mientras que la segunda edición se llevó a cabo del uno al tres de diciembre del 2020 bajo la denominación de Espacios, aprendizajes y emociones.

### Laboratorios
La facultad cuenta con dos laboratorios: el Laboratorio de la Escuela de Conservación y Restauración —inaugurado en el 2019— y el Laboratorio de Medios MEDIA-LAB —inaugurado en 2016—. Este último es el primer laboratorio de medios con el que cuenta la universidad peruana y tiene como objetivo el estudio de los usos del internet y otros medios digitales, además de la formación de comunicadores sociales críticos que fomenten la difusión de la cultura en un formato digital. Para ello cuenta con equipos de cómputo, impresoras a tinta, micrófonos condensadores, cámaras de video y de fotos digitales, un proyector, grabadoras digitales de bolsillo, etc. Las actividades del Laboratorio de Medios MEDIA-LAB están centradas en: la identificación y el estudio de los modelos nacionales de convergencia multimedia, el observatorio de medios y el repositorio de lenguas originarias. Así, además de desarrollar proyectos de investigación de carácter interdisciplinarios, difunde investigaciones a través de podcasts y streamings. Es uno de los miembros fundadores de la Red de Investigación Interdisciplinar en Tecnologías y Comunicación (RED ITC) y cuenta con alianzas con laboratorios de universidades extranjeras tales como las de Brasil, España y México.

### Centro de Idiomas
El Centro de Idiomas de la Facultad de Letras y Ciencias Humanas inició sus funciones en el año de 1988. Actualmente ofrece la enseñanza de siete idiomas dirigidos tanto a la comunidad sanmarquina como al público en general: inglés, portugués, francés, italiano, quechua, alemán y japonés. Los cursos regulares están organizados en los niveles básico, intermedio, avanzado; adicionalmente, ofrece los cursos para instructores de inglés y posgrado (para la obtención de los títulos de maestría y doctorado). De la misma manera, el centro de idiomas ofrece un examen de suficiencia para aquellos alumnos interesados en obtener el título de bachiller, pues el conocimiento de un idioma extranjero es un requisito indispensable para tal fin.

## Investigación

### Institutos de investigación

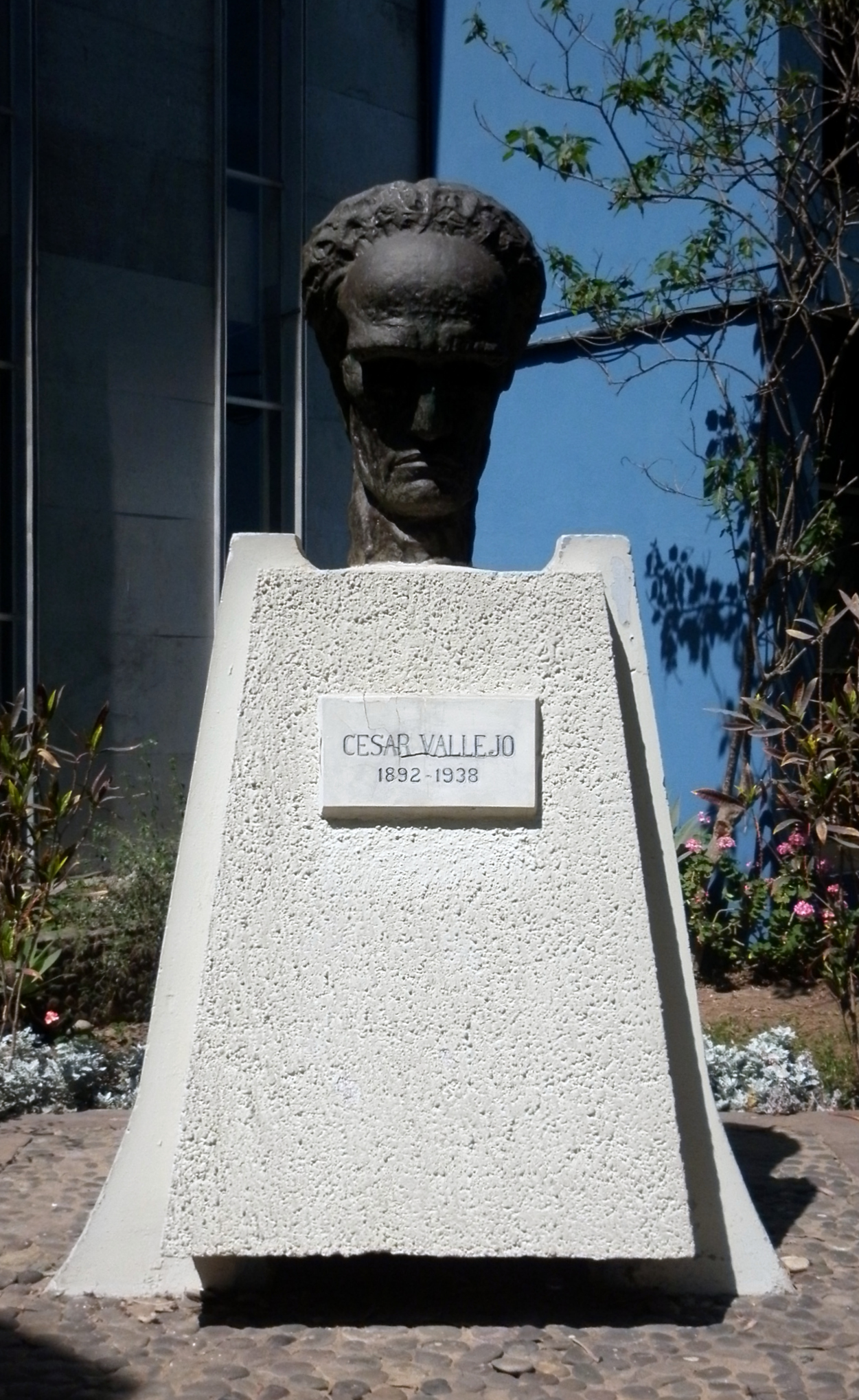
Monumento de César Vallejo ubicado en el exterior de la Facultad de Letras y Ciencias Humanas.

La Facultad de Letras y Ciencias Humanas registra un total de cuatro Institutos de Investigación:
- Instituto de Investigaciones Lingüísticas (INVEL): creado en 1981 como organismo dependiente del Departamento Académico de Lingüística, tiene como objetivos el promover, coordinar y llevar a cabo proyectos de investigación referentes a áreas tales como la lingüística aplica, general, amerindia e hispánica a través de la detección de problemas relevantes al interior de la realidad lingüística y cultural nacional. Actualmente, la directora del instituto es María Isabel Ginocchio Lainez-Lozada.[61]
- Instituto de Investigaciones del Pensamiento Peruano y Latinoamericano (IIPPLA): tras seis años de actividades, el instituto se ha centrado en la investigación tanto del pensamiento latinoamericano como peruano, ello en respuesta a la difusión mayoritaria de la denominada cultura euro-americana y la necesidad de reflexionar y plantear soluciones de tipo local. Sus investigaciones abarcan áreas tales como el pensamiento teológico-religioso, el pensamiento estrictamente filosófico, el de tipo estético-artístico-literario, el pensamiento ideológico-político y el de corte científico-tecnológico. Actualmente, el director del instituto es Aníbal Campos Rodrigo.[62]
- Instituto de Investigaciones Humanísticas (IIH): tiene como objetivo el formar a investigadores en las áreas propias de las humanidades, gestionar proyectos relacionados con la realidad social nacional y fomentar y publicar los resultados de las investigaciones llevadas a cabo en su interior. Para tales fines, organiza seminarios, talleres, coloquios, congresos y capacitaciones a sus miembros. Actualmente, el director del instituto es Rubén Dorian Espezúa Salmón.[63]
- Instituto de Investigación de Lingüística Aplicada (CILA): sus orígenes se remontan al Plan de Fomento Lingüístico creado en 1964 por Alberto Escobar, de manera que en 1972 fue creado el Centro de Investigación de Lingüística Aplicada. Tiene como objetivo la investigación y difusión de las diversas lenguas —andinas, amazónicas e hispánicas— habladas en nuestro país, además de brindar servicios —a través de sus proyectos de investigación— a entidades estatales e instituciones y universidades extranjeras.[64] Cuenta con una revista, Lengua y Sociedad, dedicada a la difusión de la lingüística tanto teórica como aplicada.[65] Adicionalmente, dirige el Centro de Documentación de Lenguas y Lingüística Inés Pozzi-Escot, el cual incluye la biblioteca más completa en el campo de la lingüística a nivel nacional. Actualmente se ubica en el Colegio Real de la Universidad Nacional Mayor de San Marcos[66] y el director del instituto es Marco Lovón.[64]

### Grupos de investigación
La facultad cuenta actualmente con los siguientes grupos de investigación:
- Arte y escritura (ESTÉTICA)
- Atención y orientación de las alteridades: poblaciones diversas e incorporación tecnológica (ALTERTEC)
- Ciencias de la información: gestión, tecnologías, métricas, normas éticas y jurídicas (CIGETMEN)
- Comunicación social especialidad organizacional (COMORG)
- Conservación y restauración del patrimonio cultural (CONSERVA)
- Derecho-Educación-Psicología-Ciencias Humanas y Ciencias Sociales (DEEPSIHU)
- Discursos, representaciones y estudios interculturales (EILA)
- Documentación lingüística de lenguas amenazadas en el Perú (DOLENPER)
- Episteme. Investigación interdisciplinaria en epistemología, ciencias y humanidades (EPISTEME)
- Estudios andinos de interculturalidad: Quechua y Aimara (ESANDINO)
- Estudios humanísticos (HUMANÍS)
- Estudios lingüísticos y de lingüística interdisciplinaria (ELDLI)
- Feminidades: estudios interdisciplinarios e interculturales de género (FEMEIGEN)
- Filosofar desde el Perú (FILOSOFO)
- Filosofía y liberación (KAWSAY)
- Física-filosofía (FILOFISI)
- Gramática descriptiva (GRAMDE)
- Grupo de estudios latinoamericanos Pedro S. Zulen (ZULEN)
- Grupo de estudios psicoanalíticos de los discursos de la cultura (GEPSIDIC)
- Grupo de estudios sobre ética y literatura (GDESEYL)
- Grupo de investigación interdisciplinaria sobre cultura, lenguaje y sociedad (GIISCLS)
- Humanidades siglo XXI (HSXXI)
- Ideologías dominantes y marginales en el Perú contemporáneo (IDEOPE)
- Información y creatividad en el Perú (INFOCREA)
- Interculturalidad y comunicación. Puentes interdisciplinarios para el intercambio y difusión de conocimientos científicos y tradicionales mediante plataformas mediáticas y audiovisuales (INCOMUN)
- Investigación intercultural para la formación docente y enseñanza de lenguas (KAWSASUN)
- Lectura y cognición (LECOG)
- Lectura, escritura académica y estrategias pedagógicas (LEAYEP)
- Lenguas en contacto e implicancias lingüísticas y psicosocioculturales (SOCIOLIN)
- Lenguas y filosofías del Perú (LFP)
- Lexicografía y lexicología (LEXI)
- Lingüística, cultura y sociedad (LINGCUSO)
- Literatura y arte: prensa, cultura visual y redes trasatlánticas entre Europa y América Latina (LITARTMO)
- Literatura y cultura (LITCULT)
- Literatura y sociedad en el siglo XX (GILS)
- Media lab UNMSM (MEDIALAB)
- Origen UNMSM (ORIGEN)
- Sentido y referencia (SYR)
- Tecnologías, derechos y libertades informativas (TDLI)
- Universo y República (UR)

### Publicaciones científicas y académicas
La Facultad de Letras y Ciencias Humanas expone sus principales investigaciones científicas en la publicación semestral de cuatro revistas: 
- Letras (LIma): fundada en 1929, es una publicación que divulga la producción científica original, vinculada a los resultados de los proyectos de investigación en el ámbito de los estudios humanísticos. Está dirigida a tanto a la comunidad científica de investigadores en Ciencias Humanas como a los investigadores en Ciencias Sociales (dado su carácter interdisciplinario). Se encuentra indexada en: Web of Science (WESCI); SciELO Perú; Latindex; el Directory of Open Access Journals (DOAJ); entre otros repositorios, y se publica en los meses de junio y diciembre.[69]
- Tesis: revista dedicada a la publicación —en los meses de agosto y diciembre— de investigaciones en los campos de las humanidades,artes y ciencias sociales. Está organizada en dos secciones: la primera de ellas es de estudios e incluye artículos de revisión y artículos de investigación, mientras que la segunda sección es de creación e incluye ejemplares de poesía y prosa.[70]
- Lengua y Sociedad: revista dedicada a la publicación de investigaciones de acceso abierto en los campos de la lingüística teórica y aplicada —especializada en las lenguas amerindias—. Depende del Instituto de Lingüística Aplicada (CILA) de la Facultad de Letras y Ciencias Humanas.[65]
- Escritura y pensamiento: revista de investigación publicada por primera vez en 1998.[71] Está organizada en tres secciones: la sección de estudios incluye artículos y resultados de investigaciones; la sección de creación incluye poesía, narrativa y arte; mientras que una la tercera sección contiene reseñas de libros y revistas.[72] Actualmente se encuentra descontinuada.[71]